# Пушене в Южна Корея
Тютюнопушенето в Южна Корея е намаляло през последните десетилетия, както за мъжете, така и за жените.
За сметка на това обаче се наблюдава високо разпространение на тютюневи изделия, като основната причината за това са новите тютюневи изделия като електронни цигари и изделия с никотинова течност. Застъпниците против тютюнопушенето, призовават за затягане на мерките върху тютюнопроизводството и тютюневите изделия (вкл. и електронните такива). Затягането на мерки включва значително завишаване на цените, снимки показващи и предупреждаващи последствията от пушенето на тютюн, забрана за рекламиране, медицинска помощ за отказ от вредния навик, както и пълна забрана за пушенето на тютюн на публични места.

## История
Тютюнопушенето пристига в Корея чрез въвеждането на тютюна в началото на 1600 г. от Япония и бързо се превръща в широко разпространена и популярна дейност сред ежедневието на хората, независимо от техния пол, социален статус, възраст и тн. Това се дължи на привлекателните характеристики на тютюна в контекста на Корея по онова време, а именно, благо

## Закони
От 1 януари 2015 г. Южна Корея забрани пушенето във всички барове, ресторанти и кафенета, независимо от размера на помещението, включително и във всяка стая за пушене. Всеки забелязан пушач трябва да плати глоби от 100,000 вона и до 5 милиона вона за собствениците на магазини, които не се спазват закона. Всеки може да подаде сигнал за пушач чрез обаждане или изпращане на текстово съобщение до правителствена гореща линия (в Сеул, номерът е 120) с адреса за местоположението му, а властите ще нахлуят в съобщеното място, на което има снимка на нарушителя пушач и ще бъде задържан и глобен със 100,000 вона. Властите под прикритие също тайно проверяват произволни места по случайно време за нарушители-пушачи.
От 1 януари 2015 г. цените на тютюна почти са се удвоили до 4500 KRW (около 7 лева) и е незаконно да се рекламират заблуждаващи твърдения като „леки“, „слаби“, „нисък катран“ или „истински“ – (с истински тютюн), върху цигарените опаковки.
От декември 2016 г. предупредителни снимки, като гнили зъби и рак на устната кухина, ще бъдат задължителни за всички цигарени опаковки.
Дискусията в Народното събрание е да приеме закон, който ще повишава цените на цигарите всяка година. Правителството ще направи незаконно тютюневите компании да спонсорират културни или спортни събития.

## Помощ за отказване
Хората, които успешно са успели да се откажат от тютюнопушенето, ще получат между 50 000 и 150,000 вона (около 80 и 230 лева) като финансов стимул от правителството. 12-седмична програма за отказване се предоставя като медицинска помощ, а цената е от 5000 вона (около 8 лева) при първото лечение, след това се намалява на 3000 вона (около 4,60 лева) за всяка седмица.
Жителите на Сеул в област Сеочо ще получат парична награда 5 милиона вона, ако успешно се откажат от тютюнопушенето.